# Julia Ormond
Julia Karin Ormond (Epsom, 4 gennaio 1965) è un'attrice britannica.

## Biografia
Seconda di cinque figli di Josephine e John Ormond, i suoi genitori divorziarono quando era giovane. La Ormond frequentò con successo la Guildford High School e la Cranleigh School prima di scoprire la sua vena artistica e entrare nel mondo della recitazione, studiando all'Accademia d'arte drammatica Webber Douglas. Dopo un riconoscimento nel 1989 come migliore debuttante, comincia la sua carriera in televisione con la serie tv Traffik.
Nel 1993 recita nel suo primo film, Il bambino di Mâcon, per la regia di Peter Greenaway. In seguito inizia una promettente carriera hollywoodiana, dove recita al fianco di Brad Pitt in Vento di passioni, di Richard Gere e Sean Connery ne Il primo cavaliere e di Harrison Ford in Sabrina, ruolo che fu di Audrey Hepburn nell'omonimo film del 1954. Nonostante il flop di Sabrina, poco amato da pubblico e critica, ottiene il ruolo di Smilla Jasperson nel film Il senso di Smilla per la neve, tratto dall'omonimo romanzo di Peter Høeg.
Negli anni seguenti torna a lavorare in Gran Bretagna, prendendo parte a variate produzioni televisive e si dedica al cinema indipendente. Nel 2006 ottiene una parte in Inland Empire - L'impero della mente di David Lynch, mentre nel 2008 lavora per Steven Soderbergh in Che - Guerriglia e per David Fincher in Il curioso caso di Benjamin Button. Tra il 2007 e il 2008 ha girato La Conjura de El Escorial insieme a Jason Isaacs. Dopo un periodo di piccoli ruoli e alcuni insuccessi, le luci della ribalta arrivano nel 2010 quando si aggiudica il Premio Emmy come miglior attrice non protagonista in una miniserie o un film TV con Temple Grandin - Una donna straordinaria ed è protagonista di L'uomo sbagliato.

### Vita privata
È stata sposata con Rory Edwards, attore conosciuto sul set teatrale di Cime tempestose, dal 1989 al 1994. Nel 1999 sposa Jon Rubin, attivista politico, dal quale ha avuto una figlia, Sophie, nata nel 2004. La coppia ha poi divorziato nel 2008. Attualmente, l’attrice vive a Malibu in California.

## Filmografia

### Cinema
- Il bambino di Mâcon (The Baby of Mâcon), regia di Peter Greenaway (1993)
- Nostradamus, regia di Roger Christian (1994)
- Captives - Prigionieri (Captives), regia di Angela Pope (1994)
- Vento di passioni (Legends of the Fall), regia di Edward Zwick (1994)
- Il primo cavaliere (First Knight), regia di Jerry Zucker (1995)
- Sabrina, regia di Sydney Pollack (1995)
- Il senso di Smilla per la neve (Smilla's Sense of Snow), regia di Bille August (1997)
- Il barbiere di Siberia (Сибирский цирюльник), regia di Nikita Sergeevič Michalkov (1998)
- The Prime Gig, regia di Gregory Mosher (2000)
- Resistance, regia di Todd Komarnicki (2003)
- Inland Empire - L'impero della mente (Inland Empire), regia di David Lynch (2006)
- Il nome del mio assassino (I Know Who Killed Me), regia di Chris Sivertson (2007)
- Surveillance, regia di Jennifer Lynch (2008)
- Che - L'argentino (The Argentine), regia di Steven Soderbergh (2008)
- Che - Guerriglia (Guerrilla), regia di Steven Soderbergh (2008)
- Kit Kittredge: An American Girl, regia di Patrizia Rozema (2008)
- La conjura de El Escorial, regia di Antonio Del Real (2008)
- Il curioso caso di Benjamin Button (The Curious Case of Benjamin Button), regia di David Fincher (2008)
- The Music Never Stopped, regia di Jim Kohlberg (2011)
- The Green, regia di Steven Williford (2011)
- Albatross, regia di Niall MacCormick (2011)
- Marilyn (My Week with Marilyn), regia di Simon Curtis (2011)
- Chained, regia di Jennifer Lynch (2012)
- The East, regia di Zal Batmanglij (2013)
- Rememory, regia di Mark Palansky (2017)
- Ladies in Black, regia di Bruce Beresford (2018)
- Il colore della libertà (Son of the South), regia di Barry Alexander Brown (2021)
- Home Education - Le regole del male di Andrea Niada (2023)

### Televisione
- Traffik, regia di Alastair Reid – miniserie TV (1989)
- Capital City – serie TV, 1 episodio (1989)
- Ruth Rendell Mysteries – serie TV, 3 episodi (1990)
- E Caterina... regnò (Young Catherine), regia di Michael Anderson – miniserie TV (1991)
- Stalin, regia di Ivan Passer – miniserie TV (1992)
- La guerra di Varian (Varian's War), regia di Lionel Chetwynd – film TV (2001)
- Angeli d'acciaio (Iron Jawed Angels), regia di Katja von Garnier – film TV (2004)
- Beach Girls, regia di Paul Shapiro, Sandy Smolan e Jeff Woolnough – miniserie TV (2005)
- The Way, regia di Rod Holcomb – film TV (2006)
- CSI: NY – serie TV, episodi (2008-2009)
- L'uomo sbagliato (The Wronged Man), regia di Tom McLoughlin – film TV (2010)
- Temple Grandin - Una donna straordinaria (Temple Grandin), regia di Mick Jackson – film TV (2010)
- Nurse Jackie - Terapia d'urto (Nurse Jackie) – serie TV, 3 episodi (2010)
- Law & Order: Criminal Intent – serie TV, 7 episodi (2011)
- Mad Men – serie TV, 3 episodi (2012-2013)
- Exploding Sun, regia di Michael Robison – film TV (2013)
- Le streghe dell'East End (Witches of East End) – serie TV, 23 episodi (2013-2014)
- Casa Howard (Howards End) – miniserie TV (2017)
- Gold Digger – miniserie TV (2019)
- The Walking Dead: World Beyond – serie TV, 11 episodi (2020-2021)

### Doppiaggio
- La fattoria degli animali (Animal Farm), regia di John Stephenson – film TV (1999)

## Doppiatrici italiane
Nelle versioni in italiano delle opere in cui ha recitato, Julia Ormond è stata doppiata da:
- Tiziana Avarista in Vento di passioni, Il primo cavaliere, Sabrina, Il curioso caso di Benjamin Button, La guerra di Varian, Casa Howard, Gold Digger, The Walking Dead: World Beyond
- Roberta Pellini in Il senso di Smilla per la neve, Che - L'argentino, Marilyn, Home Education - Le regole del male
- Emanuela Rossi in Kit Kittredge: An American Girl, Le streghe dell'East End
- Barbara Berengo Gardin in Inland Empire - L'impero della mente, The East
- Alessandra Korompay in Il barbiere di Siberia, Il colore della libertà
- Cristiana Lionello in Il bambino di Mâcon
- Pinella Dragani in Captives - Prigionieri
- Jasmine Laurenti in Il nome del mio assassino
- Daniela Calò in Surveillance
- Laura Boccanera in E Caterina ... regnò
- Claudia Catani in Angeli d'acciaio
- Francesca Guadagno in Beach Girls
- Roberta Paladini in Temple Grandin - Una donna straordinaria
- Luisa Ziliotto in Law & Order: Criminal Intent
- Stefanella Marrama in Mad Men
- Roberta Greganti in Ladies in Black

Da doppiatrice è sostituita da:
- Chiara Salerno in La fattoria degli animali

## Premi
- 2010: Emmy Award come miglior attrice non protagonista in una miniserie o un film TV Temple Grandin - Una donna straordinaria